# 허성수 (배우)
허성수(1975년 5월 5일 ~ )는 대한민국의 배우이다. 1998년 MBC 27기 공채 탤런트로 데뷔했다.

## 연기 활동

### 드라마
- 1998년 MBC 농촌드라마 《전원일기》
- 1998년 MBC 코미디드라마 《여자 대 여자》
- 1998년 MBC 미니시리즈 《애드버킷》
- 1998년 MBC 미니시리즈 《해바라기》
- 1999년 MBC 일일시트콤 《남자 셋 여자 셋》
- 1999년 MBC 월화드라마 《흐르는 것이 세월뿐이랴》
- 1999년 MBC 일일연속극 《보고 또 보고》
- 1999년 MBC 단막극 《베스트극장 - 남편의 못생긴 애인》
- 1999년 MBC 단막극 《베스트극장 - 이혼의 기술》
- 1999년 MBC 단막극 《베스트극장 - 아빠 애인의 남자친구》
- 1999년 MBC 미니시리즈 《청춘》
- 1999년 MBC 주말연속극 《장미와 콩나물》
- 1999년 MBC 월화드라마 《왕초》
- 1999년 MBC 단막극 《베스트극장 - 첫사랑》
- 1999년 MBC 아침드라마 《아름다운 선택》
- 1999년 MBC 일요아침드라마 《사랑밖엔 난 몰라》
- 1999년 MBC 단막극 《베스트극장 - 아버지의 여자》
- 1999년 MBC 주말연속극 《사랑해 당신을》
- 1999년 MBC 단막극 《베스트극장 - 우리들이 사랑을 말할 때 하는 이야기》
- 1999년 MBC 미니시리즈 《햇빛속으로》
- 1999년 MBC 미니시리즈 《국희》
- 1999년 MBC 일일연속극 《하나뿐인 당신》
- 1999년 MBC 일일연속극 《날마다 행복해》
- 2000년 MBC 미니시리즈 《진실》
- 2000년 MBC 일요아침드라마 《눈으로 말해요》
- 2000년 MBC 미니시리즈 《이브의 모든 것》
- 2000년 MBC 주말연속극 《사랑은 아무나 하나》
- 2000년 MBC 주간시트콤 《세 친구》 ... 박효정(반효정 분)의 젊은 시절
- 2001년 MBC 일일연속극 《결혼의 법칙》
- 2001년 MBC 미니시리즈 《가을에 만난 남자》
- 2001년 MBC 월요시트콤 《연인들》
- 2002년 MBC 아침드라마 《내 이름은 공주》
- 2002년 MBC 미니시리즈 《네 멋대로 해라》
- 2002년 MBC 월화드라마 《현정아 사랑해》

### 영화
- 1997년 《오디션》